# Quindici
Quindici är en ort och kommun i provinsen Avellino i regionen Kampanien i Italien. Kommunen hade 1 914 invånare (2017).